# Bumka varius
Bumka varius är en insektsart som beskrevs av Victor Antoine Signoret 1858 . Bumka varius ingår i släktet Bumka och familjen dvärgstritar. Inga underarter finns listade i Catalogue of Life.